# Mark Ferrandino
Mark Steven Ferrandino (sinh ngày 9 tháng 8 năm 1977) là một nhà lập pháp trước đây ở tiểu bang Colorado của Hoa Kỳ và là cựu Chủ tịch của Hạ viện Colorado. Được bổ nhiệm vào cơ quan lập pháp năm 2007, Ferrandino đại diện cho Nhà quận 2, bao gồm phía nam trung Denver từ năm 2012 đến 2014. Ông là nhà lập pháp đồng tính nam công khai đầu tiên trong lịch sử Colorado. Ông đã không tìm cách tái cử vào năm 2014, và hiện là giám đốc tài chính của Trường Công lập Denver.

## Tiểu sử
Ferrandino, con trai của hai giáo viên trường công người Mỹ gốc Ý, được sinh ra ở Nyack, New York. Ông sinh ra đã bị thiếu oxy và phải phẫu thuật vì bị lác mắt. Đau khổ vì nhiều khó khăn trong học tập, ông theo học các lớp giáo dục đặc biệt cho đến lớp bốn. Sau đó, ông tham gia các lớp học chính, chơi kèn và đội trưởng đội theo dõi trường trung học của mình. Ferrandino tốt nghiệp Trường Trung học Clarkstown năm 1995 và lấy bằng cử nhân khoa học chính trị và kinh tế học năm 1999 và bằng thạc sĩ về phân tích chính sách công vào năm 2000 cả hai từ Đại học Rochester. Khi còn đi học, Ferrandino là một học sinh vận động viên nhảy sào.
Ông bắt đầu sự nghiệp chính trị vào năm 1997, dành một học kỳ làm thực tập viên cho Dân biểu Chuck Schumer của New York. Sau khi làm việc vài năm tại Washington, DC với tư cách là nhà phân tích chương trình cho Văn phòng Bộ Tư pháp Hoa Kỳ của Tổng Thanh tra, và là nhà phân tích chính sách cho Văn phòng Quản lý và Ngân sách của Nhà Trắng, Ferrandino chuyển đến Colorado khi bạn đời của ông, Gregory, nhận công việc với Dịch vụ Hải quan Hoa Kỳ. Hiện ông sống ở khu phố Baker của Denver và là thành viên của Hiệp hội khu phố lịch sử Baker. Ferrandino đã chơi kèn từ năm lớp bốn và tiếp tục chơi thường xuyên.
Ferrandino làm việc với tư cách là nhà phân tích ngân sách cao cấp tại Bộ Y tế và Tài chính Y tế Colorado từ năm 2005 cho đến khi được bổ nhiệm lập pháp vào năm 2007. Ông cũng hoạt động trong chính trị của Đảng Dân chủ với tư cách là thủ quỹ của Đảng Dân chủ Colorado và đồng đội trưởng cho Colorado House Quận 2A. Ferrandino được đặt tên là Colorado Dân chủ của năm vào năm 2007. Ông cũng là cựu đồng chủ tịch của Dân chủ Stonewall Colorado, và phục vụ trong ban giám đốc của Dân chủ Stonewall Quốc gia.
Ferrandino là một người anh em sinh đôi và em trai. Nicole sinh đôi của ông là một nhà phân tích kinh doanh cho Đại học Colorado Denver và anh trai Micheal của ông là một bác sĩ phẫu thuật tại Trung tâm Y tế Duke ở Bắc Carolina. Ông có hai cháu gái và cháu trai, Abbey và Owen sống ở CO, cũng như Hayden và John ở NC. Ông có một cô con gái nuôi với người phối ngẫu của mình là Gregory Wertsch và họ sống trong cộng đồng Baker của Denver.